# Dekkera bruxellensis
Dekkera bruxellensis (oft noch unter dem Namen Brettanomyces bruxellensis bekannt) gehört zu den Hefen (einzellige Pilze) aus der Klasse der Saccharomycetes. Dekkera bruxellensis ist unter anderem im Senne-Tal in der Nähe von Brüssel in Belgien heimisch – daher auch der Name der Hefe. Diese Hefe lebt auf der Schale von Obst.

## Morphologie und Beschreibung
Dekkera bruxellensis besitzt eine sehr variable Zellform. Auf Malzextrakt-Agar bildet sie eiförmige, ellipsoide bis länglich zylindrische Zellen mit 2–7× 3,5,28 µm. Die Zellen sind einzeln, paarig oder auch in kurzen Ketten oder Gruppen. Auch Pseudohyphen werden häufig produziert. Ein zusammenhängendes, flockiges und etwas schleimiges Sediment wird gebildet. Ein leichter Ring ist vorhanden und manchmal auch ein Häutchen. Auf Malzagar mit 2 % Kalziumkarbonat zeigt die ausgestrichene Kultur nach sechs Wochen einen eingeschränkten, kuppelförmigen Wuchs. Die Kolonie ist cremefarben bis bräunlich-creme, glatt oder faltig. Unter diesen Bedingungen wird Essigsäure produziert. Makroskopisch sichtbare Kolonien sehen weißlich aus und haben je nach Alter und Größe einen kuppelförmigen Aspekt.
Bei der Ascosporenbildung werden die Hefezellen direkt in Asci umgewandelt, die vier Ascosporen beinhalten. Diese sind hutförmig oder auch sphärisch mit einer tangentialen Krempe. Sie werden bald nach der Reife freigegeben und neigen zum Verkleben. Die Sporenbildung ist normalerweise spärlich. Bei hitzebehandelten Asci konnten keine Kreuzungstypen zurückgewonnen werden und die meisten untersuchten Stämme sind vermutlich homothallisch.

## Vorkommen und Ökologie
Dekkera bruxellensis kommt weltweit vor. Sie wurde auf der Oberfläche von Weintrauben gefunden.

## Bedeutung

### Bierproduktion
Dekkera bruxellensis spielt zusammen mit Brettanomyces lambicus eine entscheidende Rolle im Gärprozess besonders belgischer Lambic-Biere, aber auch des Berliner Weißbiers. Hier trägt sie zur Bildung des erwünschten Geschmacks bei. Der technische Direktor der Carlsberg Brauerei Niels Hjelte Claussen meldete am 17. Mai 1904 ein Patent zur Herstellung von englischen Bieren „Manufacture of English beers and malt liquors“ an, das am 20. Februar 1906 gewährt wurde. Hierin wird die Isolation eines Organismus aus alten Bierflaschen beschrieben und als Namensvorschlag Brettanomyces, für die britische Herkunft „briton“ und „myces“ für die Charakterisierung als Hefe, vorgebracht. 2021 konnten in mehreren schottischen Bierflaschen, die aus dem Wrack eines 1895 gesunkenen Schiffes geborgen worden waren, Spuren von Brettanomyces bruxellensis sowie von Debaryomyces hansenii nachgewiesen werden.

### Weinproduktion
In der Weinproduktion sind die Geschmacksbestandteile, die durch Brettanomyces-Hefen entstehen, meist unerwünscht und werden dann als Weinfehler (Brett-Fehlton) bezeichnet. Neben hygienischen Maßnahmen zur Prophylaxe wird Polyvinylpyrrolidon zur Minderung des Fehlers eingesetzt. Auch Verschnitt mit fehlerfreiem Wein ist möglich. Brettanomyces-Hefen sind alkoholtoleranter als S. cerevisiae und vermehren sich daher auch bei höheren Alkoholgehalten in Schaumweinen und Sherry.

### Sonstige
Auch bei der Produktion von Kombucha und Wasserkefir wurde Dekkera bruxellensis gefunden.

## Biochemie
Die Stoffwechselprodukte 4-Ethylphenol (ledrig), 4-Ethylguajacol (an Nelken erinnernd) und 4-Ethylcatechol (medizinal) bestimmen den Geschmack maßgeblich.

## Systematik
Dekkera bruxellensis ist unter Önologen und Bierbrauern besonders unter dem Namen Brettanomyces bruxellensis oder auch kurz Brett bekannt, die aber nur die Nebenfruchtform von Dekkera bruxellensis ist. Daher ist der Name ein Synonym. Die Hefe wurde 1921 von Kuff. und Van Laer unter dem Namen Brettanomyces bruxellensis erstbeschrieben. 1964 trennte van der Walt Dekkera bruxellensis und Dekkera intermedia. Smith erkannte dann 1990 die Konspezifität von diesen und Brettanomyces intermedius und erkannte ebenso, dass Dekkera bruxellensis die Hauptfruchtform und Brettanomyces bruxellensis die Nebenfruchtform ist.